# Go-Sanjo
Go-Sanjō, född 1032, död 1073, var regerande kejsare av Japan mellan 1068 och 1073.